# Bob Hewitt
Robert Anthony John «Bob» Hewitt (Dubbo, Nova Gal·les del Sud, 12 de gener de 1940), és un tennista professional retirada australià i sud-africà. Fou condemnat per violació de menors l'any 2015.
En el seu palmarès destaquen quinze títols de Grand Slam en dobles masculins i mixts, nou i sis respectivament. En ambdues categories va completar el Grand Slam ja que va guanyar tots quatre torneigs de Grand Slam. Va guanyar set títols individuals i 65 en dobles masculins.
Va formar part dels equips australià i sud-africà de Copa Davis, i va liderar l'equip sud-africà en el seu únic títol de Copa Davis, aconseguit l'any 1974. Aquest títol tingué molta controvèrsia pel boicot que va realitzar l'equip indi en la final a causa de la política d'apartheid que afectava la comunitat índia a Sud-àfrica.

## Biografia
Nascut a Dubbo (Austràlia), l'any 1967 va casar-se amb la sud-africana Dalaille Nicholas i va traslladar-se a Johannesburg, adquirint aquesta nacionalitat.
L'any 2015 fou condemnat a sis anys de presó per violació a nenes a les quals havia entrenat entre les dècades de 1980 i 1990. Com a conseqüència, fou expulsat de l'International Tennis Hall of Fame, al qual fou inclòs el 1992.

## Torneigs de Grand Slam

### Dobles masculins: 13 (9−4)
| Resultat  | Núm. | Any  | Torneig                      | Parella       | Oponents                      | Marcador                  |
| --------- | ---- | ---- | ---------------------------- | ------------- | ----------------------------- | ------------------------- |
| Finalista | 1.   | 1961 | Wimbledon                    | Fred Stolle   | Roy Emerson Neale Fraser      | 4−6, 8−6, 4−6, 8−6, 6−8   |
| Finalista | 2.   | 1962 | Australian Championships     | Fred Stolle   | Roy Emerson Neale Fraser      | 6−4, 6−4, 1−6, 4−6, 9−11  |
| Guanyador | 1.   | 1962 | Wimbledon                    | Fred Stolle   | Boro Jovanović Nikola Pilić   | 6−2, 5−7, 6−2, 6−4        |
| Guanyador | 2.   | 1963 | Australian Championships     | Fred Stolle   | Ken Fletcher John Newcombe    | 6−2, 3−6, 6−3, 3−6, 6−3   |
| Guanyador | 3.   | 1964 | Australian Championships (2) | Fred Stolle   | Roy Emerson Ken Fletcher      | 6−4, 7−5, 3−6, 4−6, 14−12 |
| Guanyador | 4.   | 1964 | Wimbledon (2)                | Fred Stolle   | Roy Emerson Ken Fletcher      | 7−5, 11−9, 6−4            |
| Finalista | 3.   | 1965 | Internationaux de France     | Ken Fletcher  | Roy Emerson Fred Stolle       | 8−6, 3−6, 6−8, 2−6        |
| Finalista | 4.   | 1965 | Wimbledon (2)                | Ken Fletcher  | John Newcombe Tony Roche      | 5−7, 3−6, 4−6             |
| Guanyador | 5.   | 1967 | Wimbledon (3)                | Frew McMillan | Roy Emerson Ken Fletcher      | 6−2, 6−3, 6−4             |
| Guanyador | 6.   | 1972 | Roland Garros                | Frew McMillan | Patricio Cornejo Jaime Fillol | 6−3, 8−6, 3−6, 6−1        |
| Guanyador | 7.   | 1972 | Wimbledon (4)                | Frew McMillan | Stan Smith Erik van Dillen    | 6−2, 6−2, 9−7             |
| Guanyador | 8.   | 1977 | US Open                      | Frew McMillan | Brian Gottfried Raúl Ramírez  | 6−4, 6−0                  |
| Guanyador | 9.   | 1978 | Wimbledon (5)                | Frew McMillan | Peter Fleming John McEnroe    | 6−1, 6−4, 6−2             |

### Dobles mixts: 7 (6−1)
| Resultat  | Núm. | Any  | Torneig                  | Parella            | Oponents                           | Marcador      |
| --------- | ---- | ---- | ------------------------ | ------------------ | ---------------------------------- | ------------- |
| Guanyador | 1.   | 1961 | Australian Championships | Jan Lehane O'Neill | Mary Carter Reitano John Pearce    | 9−7, 6−2      |
| Finalista | 1.   | 1963 | Wimbledon                | Darlene Hard       | Margaret Court Ken Fletcher        | 9−11, 4−6     |
| Guanyador | 2.   | 1970 | Roland Garros            | Billie Jean King   | Françoise Dürr Jean-Claude Barclay | 3−6, 6−4, 6−2 |
| Guanyador | 3.   | 1977 | Wimbledon                | Greer Stevens      | Betty Stöve Frew McMillan          | 3−6, 7−5, 6−4 |
| Guanyador | 4.   | 1979 | Roland Garros (2)        | Wendy Turnbull     | Virginia Ruzici Ion Ţiriac         | 6−3, 2−6, 6−3 |
| Guanyador | 5.   | 1979 | Wimbledon (2)            | Greer Stevens      | Betty Stöve Frew McMillan          | 7−5, 7−6(7)   |
| Guanyador | 6.   | 1979 | US Open                  | Greer Stevens      | Betty Stöve Frew McMillan          | 6−3, 7−5      |

## Palmarès

### Individual: 62 (62−?)
| Títols per superfície |
| --------------------- |
| Dura (11−0)           |
| Gespa (9−0)           |
| Terra batuda (15−0)   |
| Fusta (7−0)           |

| Resultat  | Núm. | Data                   | Torneig                     | Superfície   | Oponent              | Marcador                 |
| --------- | ---- | ---------------------- | --------------------------- | ------------ | -------------------- | ------------------------ |
| Guanyador | 1.   | 16 d'agost de 1959     | Múnic, Alemanya Occidental  | Terra batuda | Pierre Darmon        | 6−3, 6−3, 8−6            |
| Guanyador | 2.   | 3 de gener de 1960     | Sydney, Austràlia           | Gespa        | Bob Mark             | 2−6, 13−11, 6−3          |
| Guanyador | 3.   | 21 de març de 1960     | Bathurst, Austràlia         | Terra batuda | Rod Laver            | 9−11, 6−4, 6−3           |
| Guanyador | 4.   | març de 1961           | Grafton, Austràlia          | Terra batuda |                      |                          |
| Guanyador | 5.   | 24 de juny de 1961     | Londres, Regne Unit         | Gespa        | Chuck McKinley       | 6−2, 6−3                 |
| Guanyador | 6.   | 20 d'agost de 1961     | Istanbul, Turquia           | Terra batuda | Ken Fletcher         | 6−3, 6−3, 9−7            |
| Guanyador | 7.   | 3 de setembre de 1961  | Atenes, Grècia              | Terra batuda | Fred Stolle          | 6−3, 3−6, 3−6, 6−2, 6−3  |
| Guanyador | 8.   | octubre de 1961        | Canberra, Austràlia         | Gespa        | John Newcombe        |                          |
| Guanyador | 9.   | 23 d'octubre de 1961   | Sydney, Austràlia           | Terra batuda | Rod Laver            | 6−4, 6−2, 5−7, 6−3       |
| Guanyador | 10.  | 29 d'abril de 1962     | Beirut, Líban               | Terra batuda | Ken Fletcher         | 7−9, 6−2, 6−2, 6−3       |
| Guanyador | 11.  | 4 de novembre de 1962  | Brisbane, Austràlia         | Gespa        | Rod Laver            | 1−6, 6−3, 6−4, 1−6, 7−5  |
| Guanyador | 12.  | 11 de novembre de 1962 | Perth, Austràlia            | Gespa        | Neale Fraser         | 6−4, 6−3, 5−7, 4−6, 11−9 |
| Guanyador | 13.  | maig de 1964           | Reggio de Calàbria, Itàlia  | Terra batuda | Tony Roche           | 7−5, 8−6, 6−2            |
| Guanyador | 14.  | 18 de juliol de 1964   | Newport, Regne Unit         | Gespa        | Iyo Pimentel         | 6−4, 6−4                 |
| Guanyador | 15.  | 6 de setembre de 1964  | Johannesburg, Sud-àfrica    | Dura         | Abe Segal            | 6−3, 2−6, 7−5, 6−2       |
| Guanyador | 16.  | 7 de febrer de 1965    | Benoni, Sud-àfrica          | Dura         | Allen Fox            | 6−0, 5−7, 6−4, 6−3       |
| Guanyador | 17.  | 21 de febrer de 1965   | Bloemfontein, Sud-àfrica    | Dura         | Cliff Drysdale       | 2−6, 6−4, 3−6, 6−3, 8−6  |
| Guanyador | 18.  | 2 de maig de 1965      | París, França               | Terra batuda | Pierre Barthes       | 6−2, 6−3, 6−4            |
| Guanyador | 19.  | 6 de juny de 1965      | Berlín, Alemanya Occidental | Terra batuda | Ken Fletcher         | 1−6, 0−6, 8−6, 6−2, 6−2  |
| Guanyador | 20.  | 30 de juny de 1966     | Durban, Sud-àfrica          | Dura         | Martin Mulligan      | 6−3, 6−4, 6−4            |
| Guanyador | 21.  | 9 de juliol de 1966    | Newport (2)                 | Gespa        | John Newcombe        | 3−6, 6−3, 6−1            |
| Guanyador | 22.  | 4 de setembre de 1966  | Teheran, Iran               | Terra batuda | Roger Taylor         | 4−6, 6−3, 6−3            |
| Guanyador | 23.  | 5 de febrer de 1967    | Durban (2)                  | Dura         | Jack Saul            | 6−3, 4−6, 6−2, 6−4       |
| Guanyador | 24.  | 5 de març de 1967      | Kampala, Uganda             |              | John Cooper          | 6−3, 6−1                 |
| Guanyador | 25.  | 18 d'agost de 1968     | Baltimore, Estats Units     |              | Colin Stubs          | 6−1, 6−4                 |
| Guanyador | 26.  | 19 d'octubre de 1968   | Stalybridge, Regne Unit     | Fusta        | Gerald Battrick      | 6−2, 6−3                 |
| Guanyador | 27.  | 2 de novembre de 1968  | Aberavon, Regne Unit        | Fusta        | Owen Davidson        | 6−3, 6−4                 |
| Guanyador | 28.  | 9 de novembre de 1968  | Torquay, Regne Unit         | Fusta        | Owen Davidson        | 6−3, 6−4                 |
| Guanyador | 29.  | 16 de novembre de 1968 | Londres, Regne Unit         | Fusta        | Robert Lutz          | 4−6, 6−2, 6−4, 10−8      |
| Guanyador | 30.  | 5 de gener de 1969     | East London, Sud-àfrica     | Dura         | Robert Maud          | 6−2, 2−6, 6−4            |
| Guanyador | 31.  | 12 de gener de 1969    | Port Elizabeth, Sud-àfrica  | Dura         | Mark Cox             | 6−3, 8−10, 6−4           |
| Guanyador | 32.  | 19 de gener de 1969    | Ciutat del Cap, Sud-àfrica  | Dura         | Robert Maud          | 6−4, 8−6                 |
| Guanyador | 33.  | 12 de juliol de 1969   | Dublín, Irlanda             | Gespa        | Nikola Pilić         | 6−3, 6−2                 |
| Guanyador | 34.  | 20 de juliol de 1969   | Múnic (2)                   | Terra batuda | Christian Kuhnke     | 6−4, 3−6, 6−2, 6−2       |
| Guanyador | 35.  | 3 d'agost de 1969      | Quebec, Canadà              |              | Željko Franulović    | 6−3, 3−6, 8−6, 8−6       |
| Guanyador | 36.  | 27 d'agost de 1969     | Istanbul (2)                | Terra batuda | Robert Maud          | 6−3, 8−6, 6−1            |
| Guanyador | 37.  | 3 de setembre de 1969  | Beirut (2)                  | Terra batuda | J.E. Mandarino       | 7−5, 7−5, 6−2            |
| Guanyador | 38.  | 4 de gener de 1970     | Port Elizabeth (2)          | Dura         | Mark Cox             | 4−6, 6−3, 8−6            |
| Guanyador | 39.  | 11 de gener de 1970    | Bloemfontein (2)            | Dura         | Mark Cox             | 7−5, 6−3                 |
| Guanyador | 40.  | 12 d'abril de 1970     | Durban (3)                  | Dura         | Cliff Drysdale       | 6−4, 3−6, 6−4, 6−3       |
| Guanyador | 41.  | 30 d'agost de 1970     | Istanbul (3)                | Terra batuda | Željko Franulović    | 2−6, 3−6, 6−2, 7−5, 6−4  |
| Guanyador | 42.  | 20 de desembre de 1970 | Bloemfontein (3)            | Dura         | Derek Schroder       | 6−3, 6−0                 |
| Guanyador | 43.  | 3 de gener de 1971     | Port Elizabeth (3)          | Dura         | Reyno Seegers        | 6−2, 5−7, 6−4            |
| Guanyador | 44.  | 10 de gener de 1971    | Ciutat del Cap (2)          | Dura         | Collen Rees          | 6−1, 6−1                 |
| Guanyador | 45.  | 4 d'abril de 1971      | Durban (4)                  | Dura         | Manuel Santana       | 7−6, 6−1, 6−1            |
| Guanyador | 46.  | 31 de juliol de 1971   | Newcastle, Regne Unit       | Gespa        | Ray Keldie           | 6−1, 6−4                 |
| Guanyador | 47.  | 16 d'octubre de 1971   | Edimburg, Regne Unit        | Fusta        | Gerald Battrick      | 7−6, 6−3                 |
| Guanyador | 48.  | 6 de novembre de 1971  | Aberavon (2)                | Fusta        | Gerald Battrick      | 7−5, 6−4                 |
| Guanyador | 49.  | 13 de novembre de 1971 | Torquay (2)                 | Fusta        | Gerald Battrick      | 3−6, 6−1, 6−2            |
| Guanyador | 50.  | 1 de gener de 1972     | Port Elizabeth (4)          | Dura         | Nicky Kalogeropoulos | 6−4, 6−1                 |
| Guanyador | 51.  | 8 de gener de 1972     | Ciutat del Cap (3)          | Dura         | François Jauffret    | 3−6, 6−3, 6−4            |
| Guanyador | 52.  | 3 de maig de 1972      | Bournemouth, Regne Unit     | Terra batuda | Pierre Barthes       | 6−2, 6−4, 6−3            |
| Guanyador | 53.  | 20 de maig de 1972     | Lee-on-Solent, Regne Unit   | Terra batuda | Andrew Pattison      | 8−6, 6−2                 |
| Guanyador | 54.  | 17 de juny de 1972     | Bristol, Regne Unit         | Terra batuda | Alex Olmedo          | 6−4, 6−3                 |
| Guanyador | 55.  | 15 de juliol de 1972   | Dublín (2)                  | Gespa        | Frew McMillan        | 6−1, 6−2                 |
| Guanyador | 56.  | 30 de juliol de 1972   | Tanglewood, Estats Units    | Dura         | Andrew Pattison      | 3−6, 6−3, 6−1            |
| Guanyador | 57.  | 13 d'agost de 1972     | Indianapolis, Estats Units  | Terra batuda | Jimmy Connors        | 7−5, 6−1, 6−2            |
| Guanyador | 58.  | 23 de desembre de 1972 | Ciutat del Cap (4)          | Dura         | Jürgen Fassbender    | 2−6, 1−6                 |
| Guanyador | 59.  | gener de 1973          | Ciutat del Cap (5)          | Dura         |                      |                          |
| Guanyador | 60.  | 14 de desembre de 1974 | Durban (5)                  | Dura         | John Yuill           | 7−6, 6−2                 |
| Guanyador | 61.  | 21 de desembre de 1974 | Ciutat del Cap (6)          | Dura         | Pat Cramer           | 6−1, 6−0                 |
| Guanyador | 62.  | 28 de desembre de 1974 | Port Elizabeth (5)          | Dura         | Pat Cramer           | 2−6, 7−6, 6−0            |

### Equips: 1 (1−0)
| Resultat  | Núm. | Data                  | Torneig                | Superfície | Equip                            | Oponents                                               | Marcador |
| --------- | ---- | --------------------- | ---------------------- | ---------- | -------------------------------- | ------------------------------------------------------ | -------- |
| Guanyador | 1.   | 1 de desembre de 1974 | Copa Davis, Sud-àfrica |            | Bob Maud Frew McMillan Ray Moore | Vijay Amritraj Anand Amritraj Jasjit Singh Sashi Menon | Renúncia |

## Trajectòria

### Individual
| Torneig | 1958 | 1959 | 1960 | 1961 | 1962 | 1963 | 1964 | 1965 | 1966 | 1967 | 1968 | 1969 | 1970 | 1971 | 1972 | 1973 | 1974 | 1975 | 1976 | 1977 | 1977 | 1978 | Títols |  |
| --- | ---- | ---- | ---- | ---- | ---- | ---- | ---- | ---- | ---- | ---- | ---- | ---- | ---- | ---- | ---- | ---- | ---- | ---- | ---- | ---- | ---- | ---- | ------ |  |
| Australian Championships                                                                                                  | 1R   | 2R   | SF   | 3R   | SF   | SF   | 3R   | A    | A    | A    | A    | A    | A    | A    | A    | A    | A    | A    | A    | 1R   | A    | A    | 0 / 8  |  |
| Internationaux de France                                                                                                  | A    | 1R   | 2R   | 4R   | 2R   | 4R   | 4R   | 4R   | A    | 4R   | 3R   | 3R   | 2R   | A    | 2R   | A    | A    | A    | A    | 1R   | 1R   | 1R   | 0 / 14 |  |
| Wimbledon | A    | 3R   | 3R   | 4R   | QF   | 3R   | QF   | 4R   | QF   | 2R   | 3R   | 1R   | 3R   | 1R   | 1R   | A    | 2R   | 1R   | 1R   | 1R   | 1R   | 3R   | 0 / 19 |  |
| US Championships | A    | A    | 3R   | A    | A    | A    | A    | A    | A    | QF   | A    | A    | 2R   | 2R   | 4R   | A    | A    | 4R   | 1R   | 1R   | 1R   | 1R   | 0 / 9  |  |
| Rànquing a final d'any |      |      |      |      |      |      |      |      |      |      |      |      |      |      |      | 157  | 59   | 34   | 83   | 56   | 56   | 206  |        |  |
| Llegenda: G: Guanyador; F: Finalista; SF: Semifinalista; QF: Quarts de final; Q: Qualificació; A: Absent; RR: Round Robin |      |      |      |      |      |      |      |      |      |      |      |      |      |      |      |      |      |      |      |      |      |      |        |  |

### Dobles masculins
| Australian Championships                                                                                                  |  |  |  |   | F | G | G |   |  |   | A  | A  | A  | A  | A  | A | A  | A  | A  | SF | A  | A  | A  | A  | 2 / 4  |
| Internationaux de France                                                                                                  |  |  |  |   |   |   |   | F |  |   | SF | QF | 3R | A  | G  | A | A  | A  | A  | SF | SF | 2R | 3R | A  | 1 / 8  |
| Wimbledon |  |  |  | F | G |   | G | F |  | G | SF | SF | SF | 1R | G  | A | 2R | QF | 1R | QF | QF | G  | SF | A  | 5 / 16 |
| US Championships |  |  |  |   |   |   |   |   |  |   | 4R | A  | QF | SF | 1R | A | A  | 4R | QF | G  | G  | QF | QF | QF | 0 / 10 |
| Llegenda: G: Guanyador; F: Finalista; SF: Semifinalista; QF: Quarts de final; Q: Qualificació; A: Absent; RR: Round Robin |  |  |  |   |   |   |   |   |  |   |    |    |    |    |    |   |    |    |    |    |    |    |    |    |        |